# Grenade (Espagne)
Pour les articles homonymes, voir Grenade et Granada.
Grenade (en espagnol : Granada) est une ville espagnole, capitale de la province de Grenade dans le Sud-Est de l'Andalousie. Elle s'étend sur plusieurs collines au pied de la Sierra Nevada, au confluent de quatre rivières : le Beiro, le Darro, le Genil et le Monachil.
La ville de Grenade est façonnée par de multiples cultures et joue un rôle important à plusieurs époques de l'Histoire. Dès l'Antiquité, la ville connaît la culture ibère puis les Carthaginois et les Romains. La conquête de la région par la dynastie des Zirides au XIe siècle marque le début du royaume de Grenade, période au cours de laquelle plusieurs dynasties musulmanes se succèdent : capitale du taïfa de Grenade, Grenade est conquise par les almoravides et intégrée au royaume d'Al-Andalus en 1090 ; elle connaît ensuite les dynasties des Almohades et des Nasrides. En 1492, les Rois catholiques conquièrent la ville et l'intègrent à la couronne de Castille en tant que royaume catholique. Des persécutions s'ensuivent envers les Juifs puis contre les Musulmans, même les convertis (morisques).
En 1833, la division territoriale de l'Espagne fait de la ville la capitale de la province de Grenade dans la  communauté autonome d'Andalousie. Haut lieu culturel et touristique, Grenade abrite notamment le célèbre palais de l’Alhambra, un chef-d'œuvre de l'architecture hispano-arabe inscrit au patrimoine mondial. Son centre historique est divisé en quatre vieilles villes : l'Albaicín, situé sur la colline du même nom, inscrit au patrimoine de l'humanité par l'UNESCO depuis 1994 ; le Realejo-San Matías, ancien quartier juif médiéval ; le « Sacromonte », qui se trouve au nord de l'Albayzin, initialement le quartier gitan et le Centro Sagrario, centre-ville façonné principalement par la période catholique, qui s'étend en dessous de la cathédrale et de la chapelle royale (où reposent les restes des Rois catholiques).

## Géographie

### Localisation
Grenade se situe dans la partie sud-est de l'Andalousie, la région qui englobe le sud de la péninsule Ibérique. La ville se trouve à 434 km au sud-est de Madrid, la capitale du pays. Elle forme l'une des principales villes de l'est de l'Andalousie, située à 261 km à l'est de Séville et à 162 km au sud-est de Cordoue. Grenade se trouve en outre à 162 km au nord-ouest d'Almeria et à 131 km au nord-est de Malaga, deux villes portuaires donnant sur la mer Méditerranée.

### Communes limitrophes
| Nord-Ouest : Atarfe                        | Nord : Maracena, Pulianas, Jun et Víznar                 | Nord-Est : Huétor Santillán et Beas de Granada |
| Ouest : Santa Fe et Vegas del Genil        |                                                          | Est : Dúdar                                    |
| Sud-Ouest : Churriana de la Vega y Armilla | Sud : Ogíjares, La Zubia, Huétor Vega y Cenes de la Vega | Sud-Est : Pinos Genil                          |

### Topographie

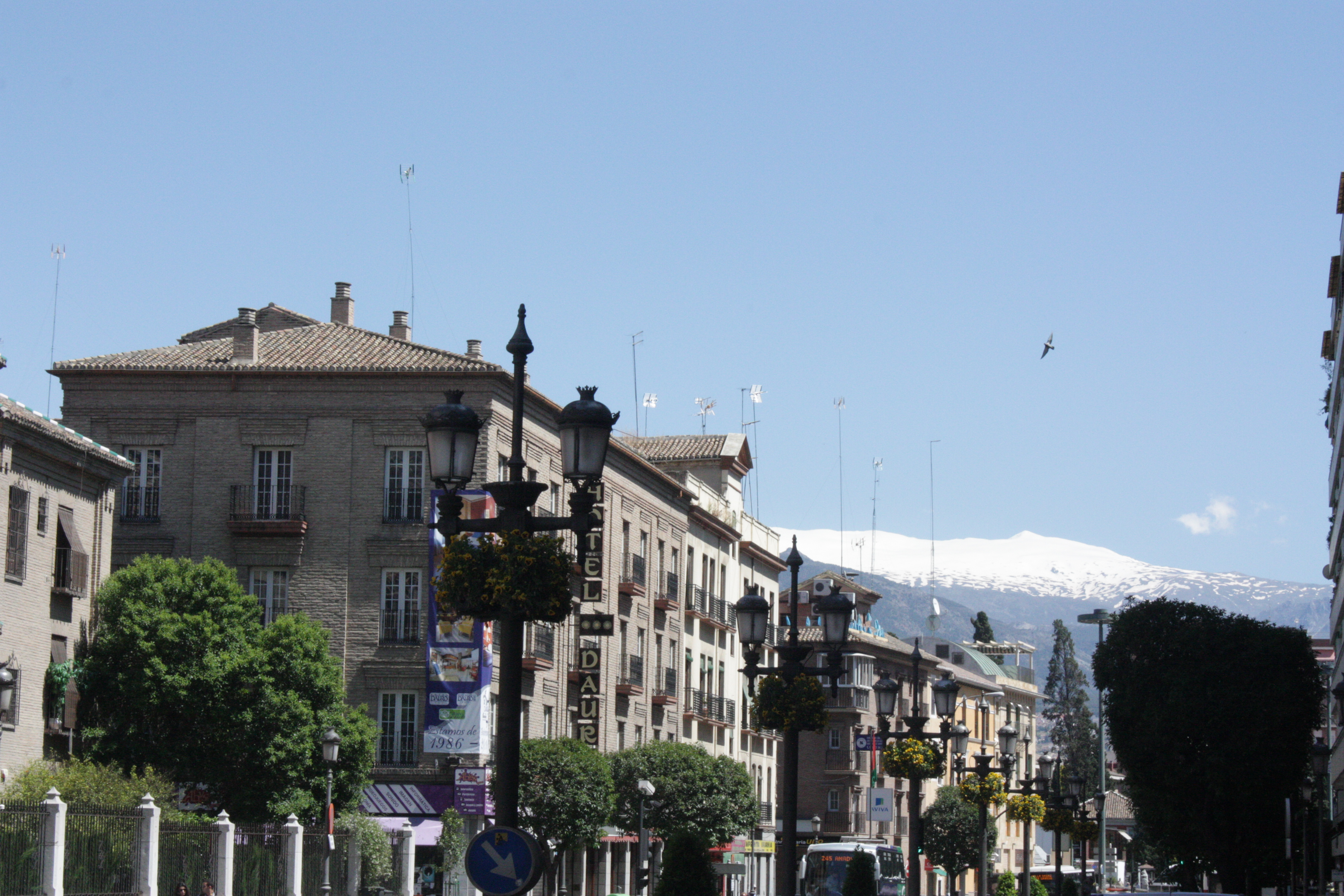
La Sierra Nevada vue depuis l'Acera de Darro, une rue de Grenade.

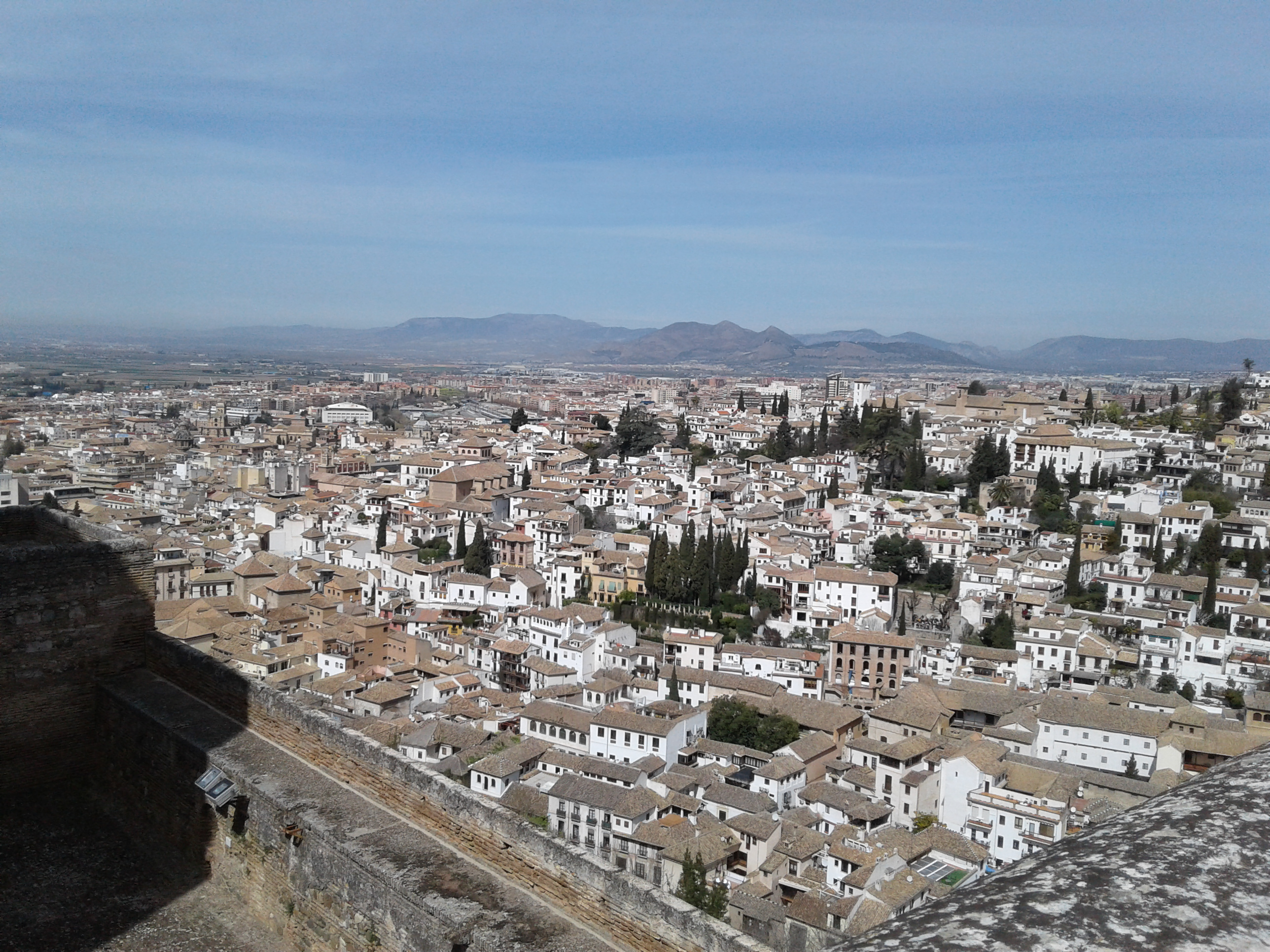
Panorama de la ville

Plusieurs collines forment le site de la ville de Grenade. Certains des principaux quartiers de la ville sont installés sur ces collines : c'est le cas de l'Alhambra, de l'Albaicín et du Sacromonte (étymologiquement le « mont sacré »).

### Hydrographie
Deux rivières traversent la ville à l'air libre : le Genil, un affluent du fleuve Guadalquivir, et le Darro, rivière affluente du Genil. Le Genil traverse la ville dans sa partie sud ; son courant court d'est en ouest. Le lit du Darro s'est creusé entre la colline de l'Alhambra et celle de l'Albaicín.

### Géologie et relief
Grenade se situe dans la partie orientale de la dépression de Grenade et se trouve en contact avec le contrefort de la Sierra Nevada (littéralement « la chaîne de montagnes enneigée »), la plus haute des sierras d'Espagne. Le relief dans la ville et dans ses environs est donc très prononcé. Le point culminant de Grenade s'élève à 738 mètres d'altitude.
La formation de ce relief remonte à l'orogenèse alpine, au cours de laquelle les sédiments qui étaient déposés dans une grande fosse océanique occupant les actuelles cordillères Bétiques ont formé un pli. La dépression de Grenade s'est alors formée au cours de l'abaissement de différents blocs, dû à l'effet des failles qui l'entouraient complètement et de la plus grande densité des matériaux qui la formaient. Ce substrat fut comblé peu à peu au fil du tertiaire et du quaternaire par les sédiments issus de l'érosion des jeunes cordillères créées pendant l'orogenèse alpine.
Un de ses reliefs les plus caractéristiques est la Formation ou Conglomérat Alhambra (Formación o Conglomerado Alhambra), constituée de sédiments détritiques très volumineux liés à des cônes de déjection. L'intense érosion fluviale qui s'est produite durant le pliocène a entraîné la déposition brusque de matériaux, formant des montagnes de conglomérats allant jusqu'à 300 mètres d'épaisseur, caractérisés par la grosseur et le désordre de leurs galets, dus à la rapidité et à l'intensité de l'érosion.
Durant le quaternaire, ces formations de confrefort ont continué à s'éroder et ont fini par être configurées morphologiquement par le réseau hydrographique, ce qui a donné naissance au paysage actuel. Dans quelques cas, l'action des rivières a permis de creuser de profonds défilés, montrant les différentes strates de conglomérats, comme c'est le cas dans le Barranco de los Negros.
Enfin, le réseau hydrographique, organisé par la rivière Genil, a modelé et profilé une grande plaine de sédimentation, formée par les matériaux détritiques d'où proviennent les sables, les limons et les argiles, en fonction de leur proximité par rapport au centre de la dépression géographique. Cette plaine alluviale est d'une grande richesse du point de vue agricole, et cela, ajouté aux gisements aurifères liés aux rivières Darro et Genil, a entraîné son peuplement rapide.

### Climat
Le climat de Grenade est de type méditerranéen continental, avec des étés chauds et secs (maximale : 35 °C), du fait que la ville soit protégée des vents par la Sierra Nevada et des hivers froids (minimale : −4 °C) du fait de l'altitude de la commune dans la montagne (738 m).
L'amplitude thermique est très notable à Grenade entre ces deux saisons. La température maximale moyenne annuelle est de 23 °C, la température minimale moyenne annuelle est de 10 °C et la température moyenne annuelle est de 15 °C. Les précipitations sont fréquentes hors de l'été. L'ensoleillement est de 3 000 h par an en moyenne. La neige tombe souvent en hiver.
Une station de ski est située non loin de la ville, dans la Sierra Nevada, permettant les sports d'hiver.
| Mois                              | jan. | fév. | mars | avril | mai  | juin | jui. | août | sep. | oct. | nov. | déc. |
| --------------------------------- | ---- | ---- | ---- | ----- | ---- | ---- | ---- | ---- | ---- | ---- | ---- | ---- |
| Température minimale moyenne (°C) | 0,3  | 1,8  | 3,4  | 5,6   | 9    | 12,9 | 15,2 | 15   | 12,4 | 8,2  | 4,2  | 1,8  |
| Température maximale moyenne (°C) | 13   | 15,3 | 18,6 | 20,1  | 24,6 | 30   | 34,4 | 33,9 | 29,4 | 22,7 | 17,2 | 13,5 |

### Transports

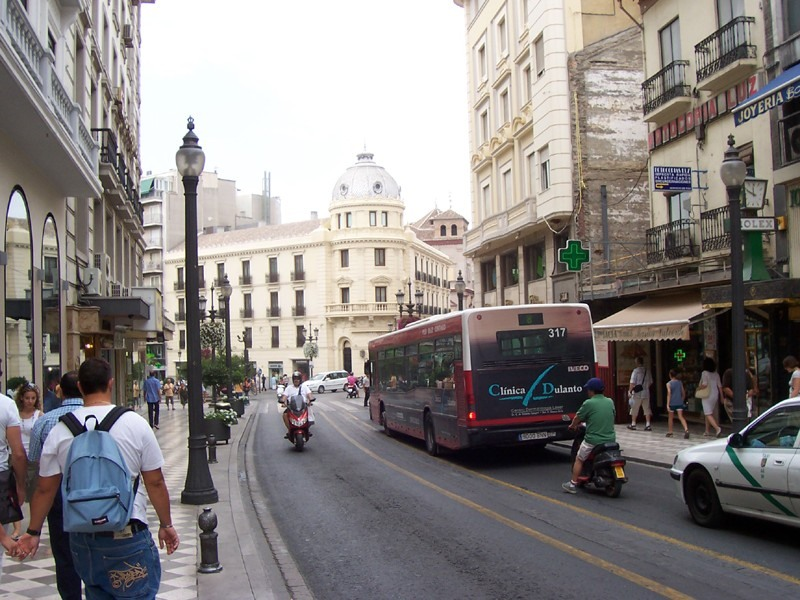
Un autobus urbain de la ville, dans la Calle Reyes.

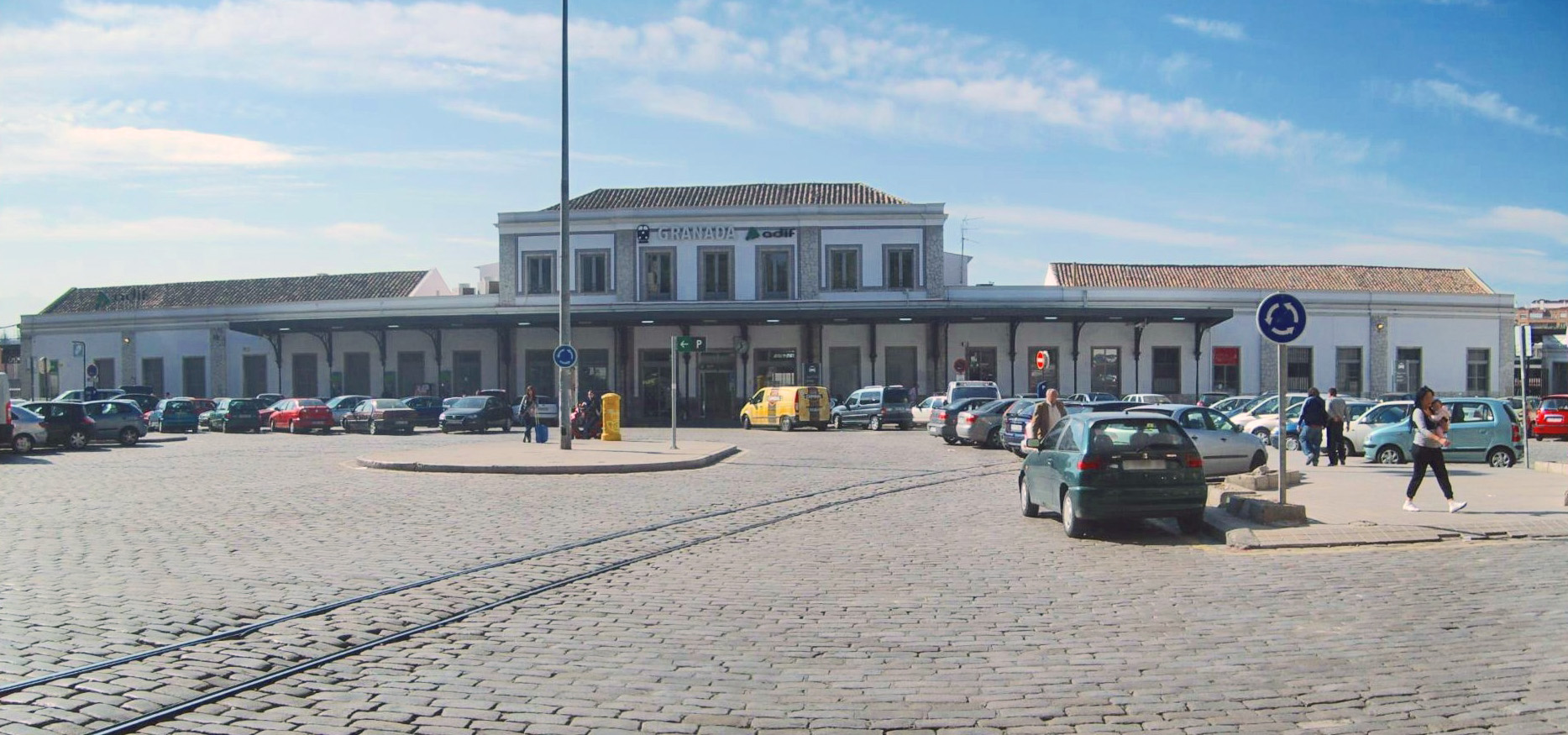
La gare de Grenade.

Grenade dispose d'un aéroport: l'aéroport de Grenade-Federico García Lorca (Code AITA : GRX), qui se trouve à Chauchina, à 16 km de la ville.
La principale gare ferroviaire de la ville se trouve sur l'avenida Andaluces, au nord-ouest du centre-ville. La gare est reliée au réseau Andalucía Exprés.
La ville de Grenade dispose d'un réseau de lignes de bus et de minibus, géré en 2017 par la société Autobuses urbanos de Granada (es). Les minibus desservent notamment les collines de la ville, dont le relief prononcé et les voies étroites rendent malaisée la circulation des longs véhicules.
Grenade dispose depuis septembre 2017 d'un réseau local de métro léger.
La circulation en voiture à Grenade est fortement restreinte dans le centre-ville, dont toute une partie est réservée aux taxis, aux bus, aux véhicules municipaux et à ceux des résidents de la ville ; les clients des hôtels sont également autorisés à circuler en voiture dans le centre-ville après avoir communiqué leur numéro d'immatriculation. Certaines rues, notamment autour de la cathédrale, sont semi-piétonnes, c'est-à-dire que seuls certains véhicules sont autorisés à y circuler.

## Toponymie
Dans l'Antiquité, à l'époque ibère, la ville se nomme Granata. Sous la conquête romaine, elle est renommée Ilibéris ou Florentia. Au Moyen Âge, sous les Wisigoths, elle devient Elvira. Ce nom se retrouve dans la Calle de Elvira et la Puerta de Elvira, qui correspondent au tracé antique de la cité. Sous la dynastie des Zirides, elle devient en arabe Garnat Al-Yahud (اليهود). Lorsque les rois catholiques conquièrent la ville, le nom arabe, conservé et déformé, donne Granada, mot assimilé lui-même au nom du fruit homonyme, la grenade.

## Blason et symboles
Les symboles de la ville de Grenade ont été officialisés par la Résolution du 10 février 2009 prise par la Direction générale de l'Administration locale, qui concerne le drapeau et le blason de la ville.
Le drapeau de la ville de Grenade est formé de deux bandes verticales d'égale largeur : la première, du côté de la hampe, est de couleur rouge cramoisi, et la seconde est de couleur verte. Au centre, en superposition, se trouve le blason de la ville.
L'écu de Grenade date de l'époque des Rois catholiques qui l'ont fait élaborer après avoir conquis la ville en 1492. Il se décrit en héraldique de la façon suivante : il est coupé mi-parti. Premièrement, sur un fond d'argent, les figures des Rois catholiques, assis sur leurs trônes, avec couronnes et manteaux, dans leurs couleurs naturelles, à droite le roi Ferdinand V tenant une épée dans la main dextre, et la reine Isabel I avec un sceptre dans la sienne, tous deux couverts par un baldaquin rouge. Le second d'or avec la Torre de la Vela maçonnée d'argent, surmonté d'un drapeau d'Espagne de gueules et d'or. Le troisième, d'argent, une grenade naturelle, rougie de gueules, soutenue, taillée et feuillée de deux feuilles de sinoples. Bordé de deux composés alternant, León et Castille, les composés du chef et de la pointe ayant le château orné de deux drapeaux de gueules. L'écu est ourlé d'un ruban d'or portant les titres de la ville : muy noble, muy leal, nombrada, grande, celebérrima y heroica ciudad de Granada (« Très noble, très loyale, nombreuse, grande, célébrissime et héroïque ville de Grenade »), et terminée dans sa partie inférieure par un gland d'or. Il est timbré de la couronne royale.
Le fruit de la grenade a été associé de longue date à la ville et se trouve présent de manière symbolique dans de nombreuses œuvres d'art remontant à la Renaissance. En 2017, il s'observe aussi dans le mobilier urbain, sculpté au sommet des potelets régulant la circulation et le stationnement.

Drapeau de Grenade, arborant son blason.
Schéma du blason de Grenade.
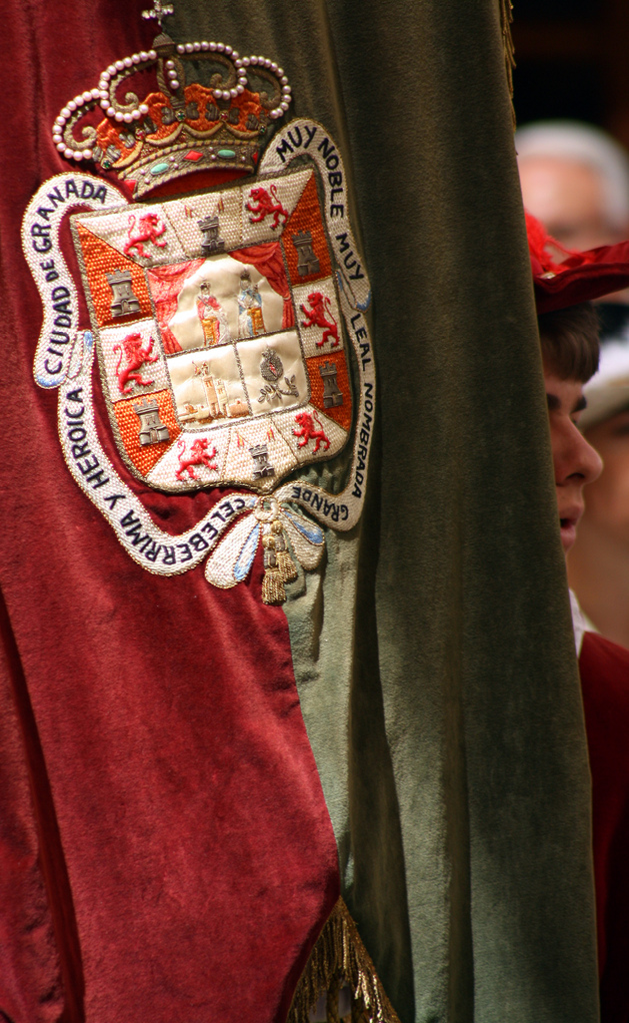
Écusson de Grenade lors de la procession catholique du Corpus Christi en 2011.
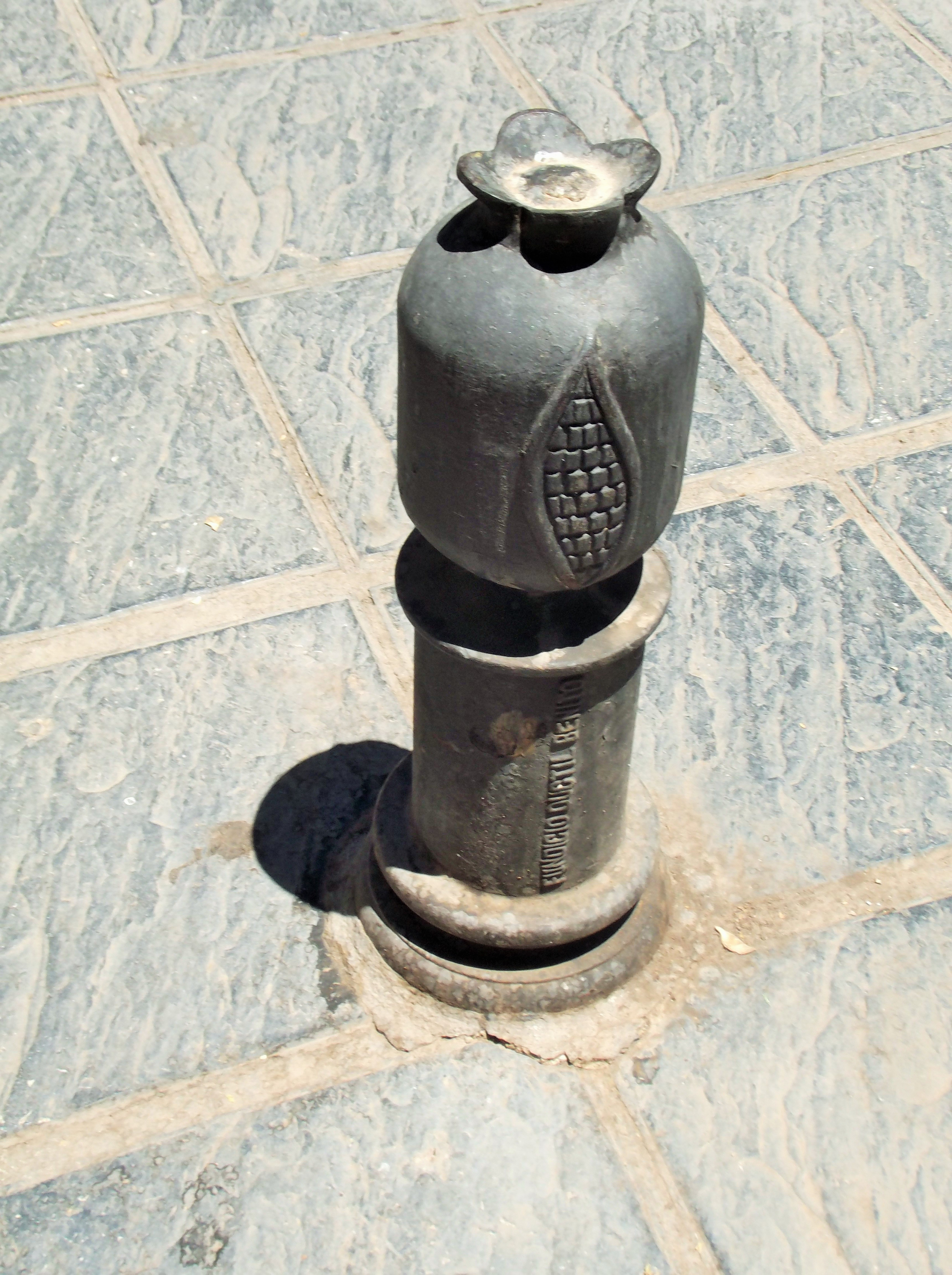
Potelet de mobilier urbain en forme de grenade.

## Histoire
Les quartiers anciens de la ville s'étendent sur trois collines en contrebas desquelles s'est développée la ville moderne. Grenade conserve de son riche passé historique un grand nombre de monuments. Les plus beaux vestiges musulmans sont le palais de l'Alhambra (palais fortifié des émirs, XIIIe-XVe siècle), vaste enceinte située sur une colline, comprenant les bâtiments de l'Alcázar (XIVe siècle) et les vestiges de l'Alcazaba (XIIIe siècle). Les autres monuments notables sont l'université, qui reçut sa charte en 1531 de l'empereur Charles Quint ; la cathédrale de style gothique et Renaissance (1523-1703) dont la chapelle royale abrite les tombeaux des Rois catholiques ; les jardins du Generalife ; le palais de Charles Quint (XVIe-XVIIe siècle) ; le monastère Saint-Jérôme (1513-1517) ; l'église Saint-Jean-de-Dieu et la Chartreuse, de style baroque.

### Préhistoire et Antiquité
Les vestiges archéologiques les plus anciens découverts dans la ville de Grenade remontent au milieu du VIIe siècle av. J.-C. environ et appartiennent à un oppidum, c'est-à-dire une agglomération fortifiée, créé par les Ibères et appelé Ilturir. Aux IVe et IIIe siècles av. J.-C., la ville est connue sous le nom d'Ilíberis et fait partie d'une zone contrôlée par le peuple ibère des Bastetani et influencée sur le plan économique par Carthage. À la fin du IIIe siècle av. J.-C., à la faveur de la défaite des Carthaginois contre Rome à la fin de la deuxième guerre punique en 202 av. J.-C., les Romains conquièrent la ville, et la nomment également Ilibéris (ou encore Florentia).
Après la chute de l'Empire romain, la ville passe sous le contrôle des Byzantins puis des Wisigoths. La ville prend le nom d'Elvira et tombe dans un déclin relatif. Le quartier excentré de Granata se développe de manière autonome, avec l'arrivée de nombreux Juifs.

### Moyen Âge
Lors de la conquête musulmane de 711, un détachement venu de Syrie se voit offrir comme butin Elvira (Medina Elvira) et Granata, et s'y installe. L'origine du nom de Grenade est très discutée. Les Arabes l'auraient nommé Gart Al-Yahud (اليهود, la grenade des Juifs). Le nom pourrait aussi venir de l'arabe [ḡarnāṭa] (غرناطة, Colline des pèlerins), ou même du latin granatum, granado, le fruit, grenade, chargé de grains.
La période médiévale marque Medina Garnata (es) d'une influence arabe encore largement perceptible de nos jours.
La région ne connaît pas de troubles particuliers jusqu'en 1010 où Elvira est détruite, lors de la guerre civile qui suit la mort d'Almanzor. Les habitants se réfugièrent à Grenade, particulièrement dans le futur quartier de l'Albaicín. Zawi ibn Ziri en profite pour fonder une dynastie et faire de Grenade un royaume indépendant (Taïfa de Grenade) en 1013. Ses successeurs, notamment Badis ben Habus, aidé de son vizir Juif, Samuel ibn Nagrela, étendent le royaume à Malaga et Algésiras. Les Almoravides y mettent fin en 1090. Grenade fait dès lors partie de l'empire almoravide puis almohade.
L'effondrement de l'empire almohade devant les armées chrétiennes (bataille de Las Navas de Tolosa, juillet 1212, chute de Séville, 1248) permet à la Castille de s'emparer de la vallée du Guadalquivir et à Grenade de reprendre son indépendance ; en 1238 Mohammed ben Nazar y fonde la dynastie des émirs nasrides. Il se soumet à Ferdinand III de Castille, devient son vassal et l'assiste dans la conquête de Cordoue et de Séville. Grenade devient alors le siège du dernier royaume musulman d'Espagne. Sa prospérité permet aux émirs nasrides d'édifier les nombreux palais et bâtiments qui font aujourd'hui la renommée de la ville. La coexistence des communautés juives et musulmanes a contribué à la légende dorée d'Al-Andalus.
Profitant des dissensions de la cour nasride et craignant le pouvoir grandissant des Ottomans, Ferdinand II d'Aragon et Isabelle Ire de Castille, les Rois catholiques, s'attaquent au royaume de Grenade. Au terme de combats de plusieurs années et assiégé dans Grenade, l'émir Boabdil se rend le 2 janvier 1492.

### Époques moderne et contemporaine
Selon les termes de la reddition, Juifs et Musulmans gardent leur liberté de culte et leurs propriétés. Finalement, une fois la ville occupée, les Rois catholiques donnent le choix aux Juifs entre la conversion et l'exil.
Dix ans plus tard, les Musulmans de Grenade, comme l'ensemble de leurs coreligionnaires, sont soumis au même choix. La plupart se convertissent ; désignés sous le nom de morisques, ils restent suspects d'être toujours fidèles à l'Islam, en partie parce qu'ils continuent à perpétuer leur mode de vie et l'usage de l'arabe. Après la révolte des Alpujarras, les morisques sont expulsés en 1609-1613. La période de la domination espagnole correspond au déclin de la ville, surtout après la terrible répression de la révolte des Alpujarras par les Rois catholiques.

Grenade en 1932. Photographie de Walter Mittelholzer, ETH-Bibliothek.

En 1833, Grenade devient la capitale de la province qui porte son nom.
Lors de la guerre d'Espagne, Grenade passe sous le contrôle des milices anti-républicaines. En juillet et en août 1936, les républicains assassinent des milliers religieux comme ceux de Motril, près de Grenade. Les franquistes assassinent des milliers de personnes en particulier dans le cimetière de San José. Parmi les habitants de Grenade fusillés durant cette période, figure le poète Federico García Lorca le 19 août 1936, ainsi que son beau-frère, le maire de Grenade Manuel Fernández Montesinos (le 16 août), l'ancien maire, Luis Fajardo Fernández (le 11 août), le recteur de l'université (le 8 août), l'humaniste Amelia Agustina Gonzales.
Grenade est la première ville d'Espagne à ouvrir une mosquée lors du rétablissement de la liberté de culte en 1978. En 2009, la cité en compte cinq. La dernière en date est construite en 2003 sur l'Albaicín.

## Politique et administration
Sur le plan administratif, la ville de Grenade fait partie de la comarque appelée Vega de Granada (une comarque, en Espagne, est un regroupement de communes espagnoles ; voyez aussi la liste des communes de la province de Grenade). La ville est la capitale de la province de Grenade, l'une des huit provinces de l'Andalousie, qui est elle-même l'une des 17 communautés autonomes d'Espagne. En dehors de ces structures administratives, la ville entretient des relations de coopération fréquente avec toute la région géographique de Grenade en raison des liens historiques qui la lient aux localités voisines.

### Conseil municipal
La ville de Grenade comptait 228 682 habitants aux élections municipales du 26 mai 2019. Son conseil municipal (en espagnol : Pleno del Ayuntamiento) se compose donc de 27 élus.
Depuis les premières élections municipales démocratiques de 1979, la ville a été un bastion du Parti socialiste ouvrier espagnol avant de devenir en 1995 un fief du Parti populaire jusqu'en 2015. Depuis, elle a connu trois maires différents, dont deux ont démissionné en cours de mandat.

### Budget et fiscalité

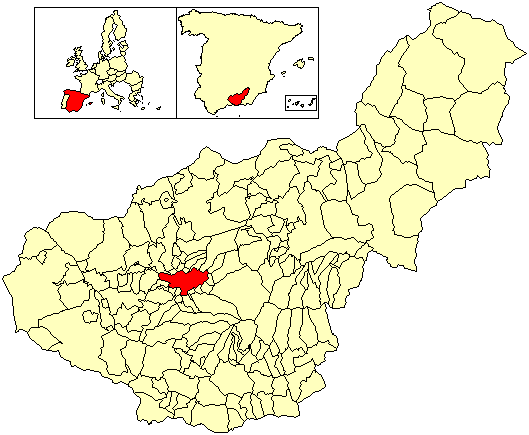
Découpages administratifs de l'Espagne, de la province de Grenade et de la municipalité de Grenade.

### Maires
| Mandat    | Maire | Maire                                               | Parti | Majorité |
| --------- | ----- | --------------------------------------------------- | ----- | -------- |
| 1979-1983 |       | Antonio Camacho Antonio Jara (11/1979)              | PSOE  | 6 / 27   |
| 1983-1987 |       | Antonio Jara                                        | PSOE  | 18 / 27  |
| 1987-1991 |       | Antonio Jara                                        | PSOE  | 12 / 27  |
| 1991-1995 |       | Jesús Quero Molina                                  | PSOE  | 12 / 27  |
| 1995-1999 |       | Gabriel Díaz Berbel                                 | PP    | 15 / 27  |
| 1999-2003 |       | José Enrique Moratalla                              | PSOE  | 11 / 27  |
| 2003-2007 |       | José Torres Hurtado                                 | PP    | 14 / 27  |
| 2007-2011 |       | José Torres Hurtado                                 | PP    | 16 / 27  |
| 2011-2015 |       | José Torres Hurtado                                 | PP    | 16 / 27  |
| 2015-2019 |       | José Torres Hurtado Juan García Montero a.i. (2016) | PP    | 11 / 27  |
| 2015-2019 |       | Francisco Cuenca (2016)                             | PSOE  | 8 / 27   |
| 2019-2023 |       | Luis Salvador                                       | Cs    | 4 / 27   |
| 2019-2023 |       | Francisco Cuenca (2021)                             | PSOE  | 10 / 27  |
| 2023-2027 |       | Marifrán Carazo                                     | PP    | 15 / 27  |

### Jumelages
Grenade a noué des jumelages avec plusieurs villes dans le monde :
- Aix-en-Provence (France) ;
- Marrakech (Maroc) ;
- Tétouan (Maroc) ;
- Tlemcen (Algérie) ;
- Belo Horizonte (Brésil).
- Friburgo de Brisgovia (Austria)
- Coral Gables (US)[13]

## Principaux quartiers
La ville de Grenade se divise en une dizaine de quartiers qui ont chacun leur style et leur histoire : le centre, le Realejo, l'Alhambra, l'Albaicín, le Sacromonte, le Beiro, le Chana, le Genil, le Norte, la Ronda, le Zaidín.

### L'Albaicín ou Albayzín

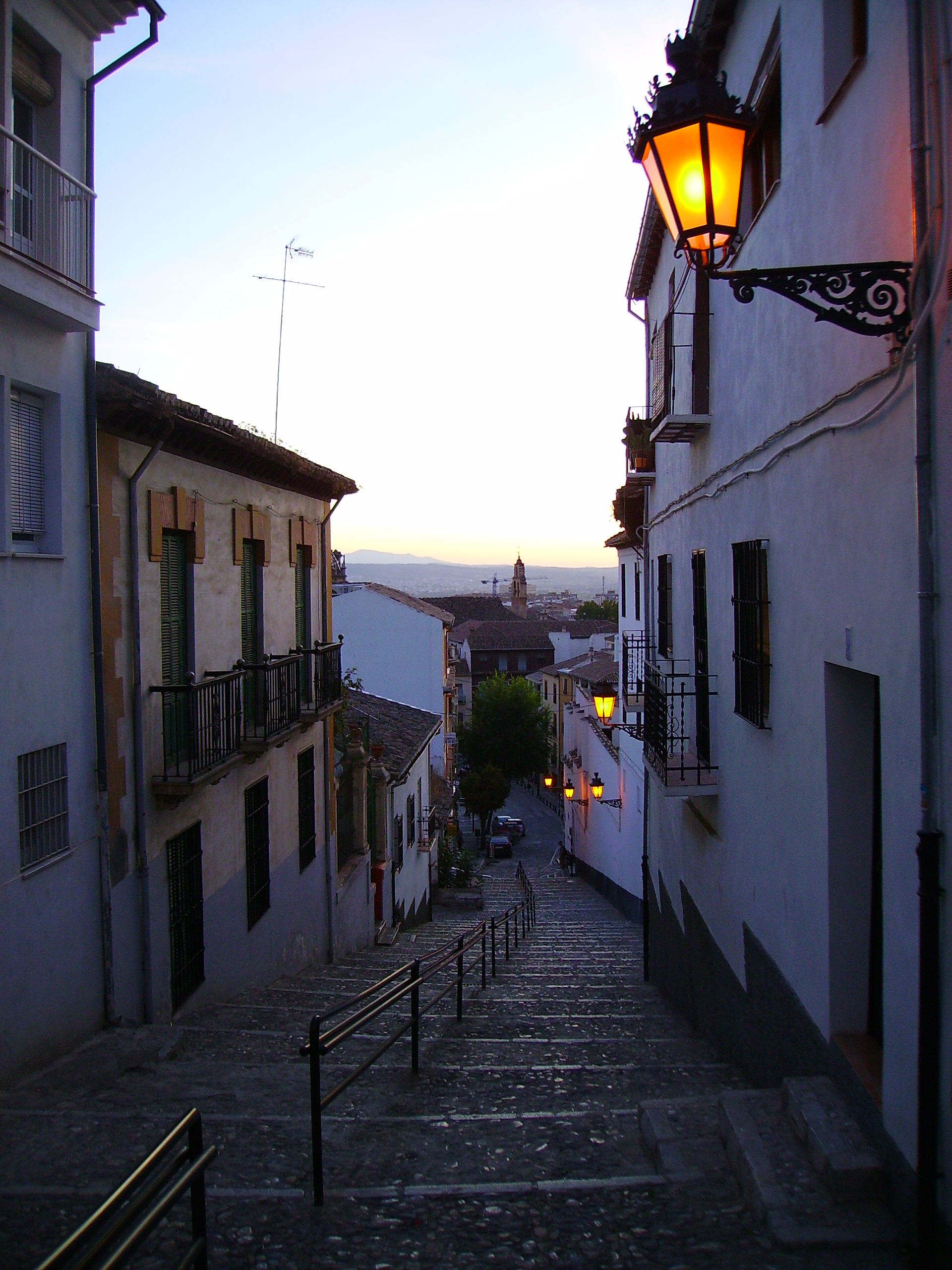
Une rue typique de l'Albaicín.

L'Albaicín, sur la colline située sur la rive droite du Darro, est un quartier doté d'une physionomie bien marquée. Ayant accueilli la ville médiévale au temps où cette dernière s'appelait encore Elvira, la colline hébergeait les artistes qui allaient travailler sur la colline d'en face pour édifier les palais de l'Alhambra, pendant les temps permettant son embellissement. Le quartier est aujourd'hui très prisé par les étudiants venus de toute l'Europe.

### Le Realejo
Le Realejo était le quartier juif du temps de la Grenade nasride ; l'intégration du peuple juif était telle que Grenade était connue de par le pays d'al-Andalûs sous le nom de Granada de los judios (en arabe Garnata al Jawud). Il ne reste de nos jours que quelques vestiges d'avant la reconquête dans le quartier : deux tours d'origine romaine, « las Torres Bermejas », qui se trouvent en dessous de l'Alhambra . « Realejo » doit son nom à la « royauté », ou « realeza », à qui appartenaient ces terrains à partir de l'expulsion des Juifs dans le début du XVIe siècle. C'est un vieux quartier dont les couvents et les églises se fondent avec une population jeune d'étudiants et de familles propriétaires depuis de nombreuses générations. Sont très caractéristiques du quartier La calle Molinos ou rue des moulins à eau qui longeaient le canal majeur, « acequia mayor », « Los hotelitos de Belén » qui sont un ensemble de grandes maisons ou villas Cármenes, l'église de Santo Domingo, le couvent Comendadoras de Santiago, la « calle San Matías » et, surtout, la place Campo del Príncipe, au bord de laquelle se trouve l'ancien hôpital militaire, aujourd'hui : faculté d'Architecture, et la vue de l'hôtel monumental de luxe Alhambra Palace.
C'est un quartier comprenant de nombreuses villas andalouses avec jardins ouverts sur les rues, dénommées les Cármenes.

### La Cartuja
La Cartuja héberge un édifice homonyme : La Cartuja, exacte traduction de la chartreuse en français, ancien monastère dans le style gothique flamboyant, dont les décorations intérieures restent inachevées.
Se trouvent également dans ce quartier les édifices du campus des Humanités, la faculté de pharmacie, celle des sciences économiques et celle de théologie, résultant de l'extension de l'université de Grenade.

### Bib-Rambla
De l'arabe « Bab el Ramla », qui signifie « La Porte de sable », est une des portes principales de la vieille cité Elvira, c'est depuis l'installation de la vieille ville chrétienne Centro Sagrario la place des marchands de fleurs. Anciennement les magasins de jouets pour les enfants partageaient le protagonisme commercial avec les fleuristes ; de nos jours, grâce à son emplacement central, c'est un des accès principaux au centre historique de Grenade et grand « meeting-point » touristique.
Le toponyme existait du temps des arabes ; aujourd'hui cette place est un haut-lieu de la gastronomie de la ville, surtout pour ses terrasses de restaurants ouvertes dès les beaux jours. Le bazar issu des petites ruelles marchandes Alcaicería (dont l'architecture garde la forme du vieux bazar maghrebin) de la Grenade ancienne, devenu essentiellement touristique, serpente à partir de cette place, jusque le long de la cathédrale. La porte originale a été déplacée et se trouve actuellement dans la colline de la Sabika, en montant vers l'Alhambra.

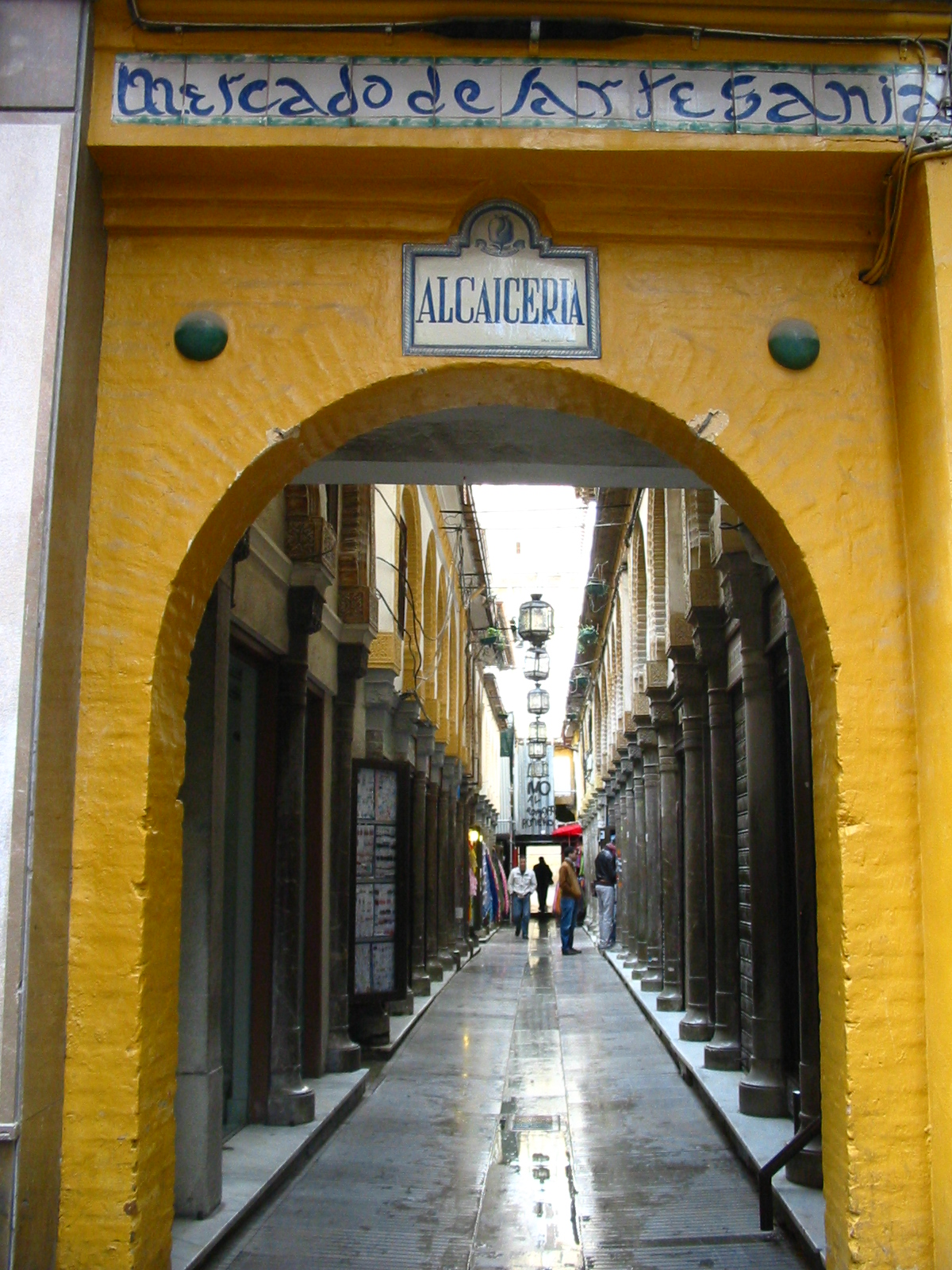
Entrée du marché de la Alcaicería.
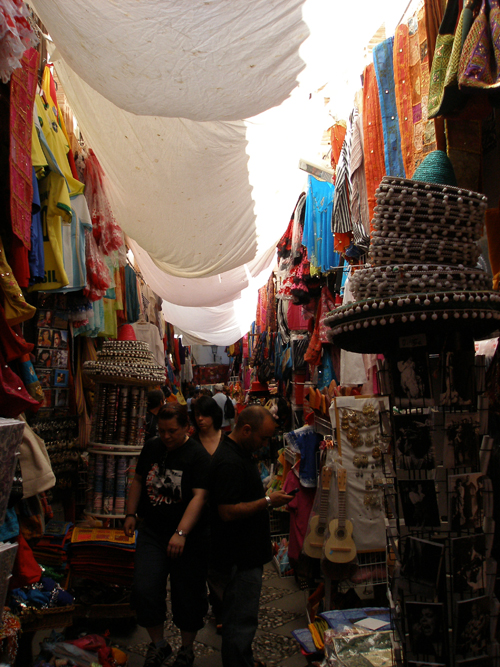
Marché de la Alcaicería.
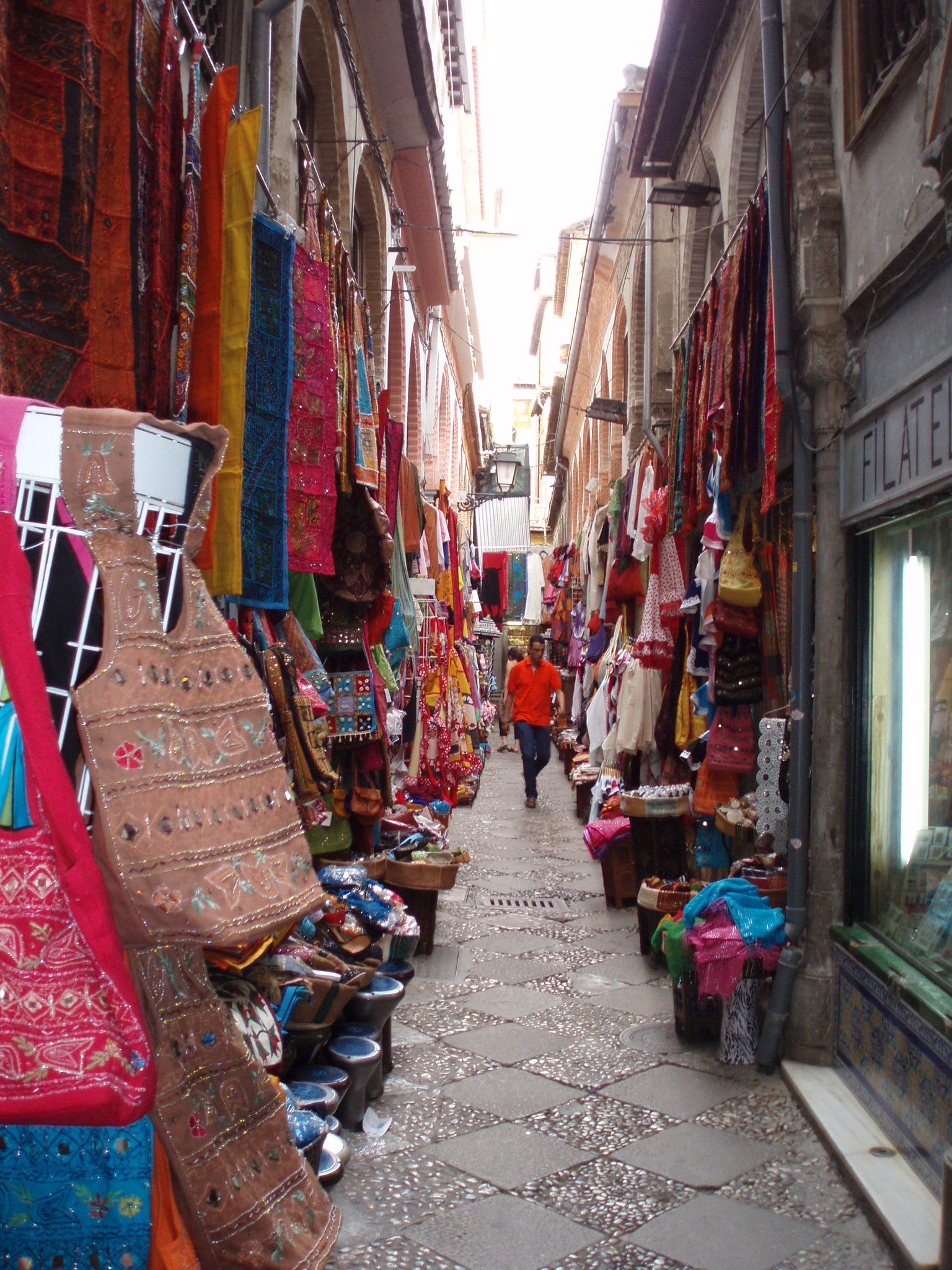
Marché de la Alcaicería.
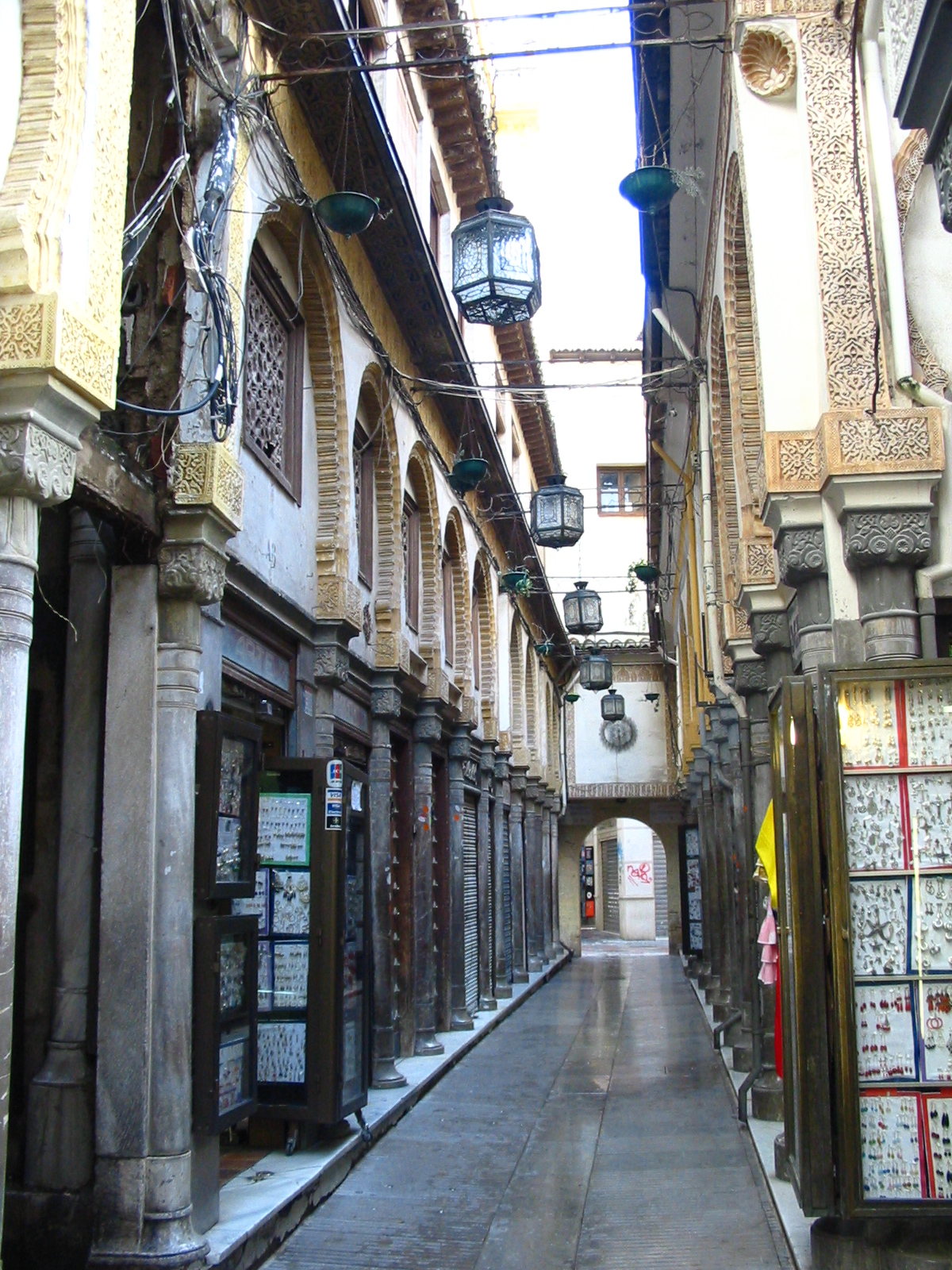
Souk de la Alcaicería.
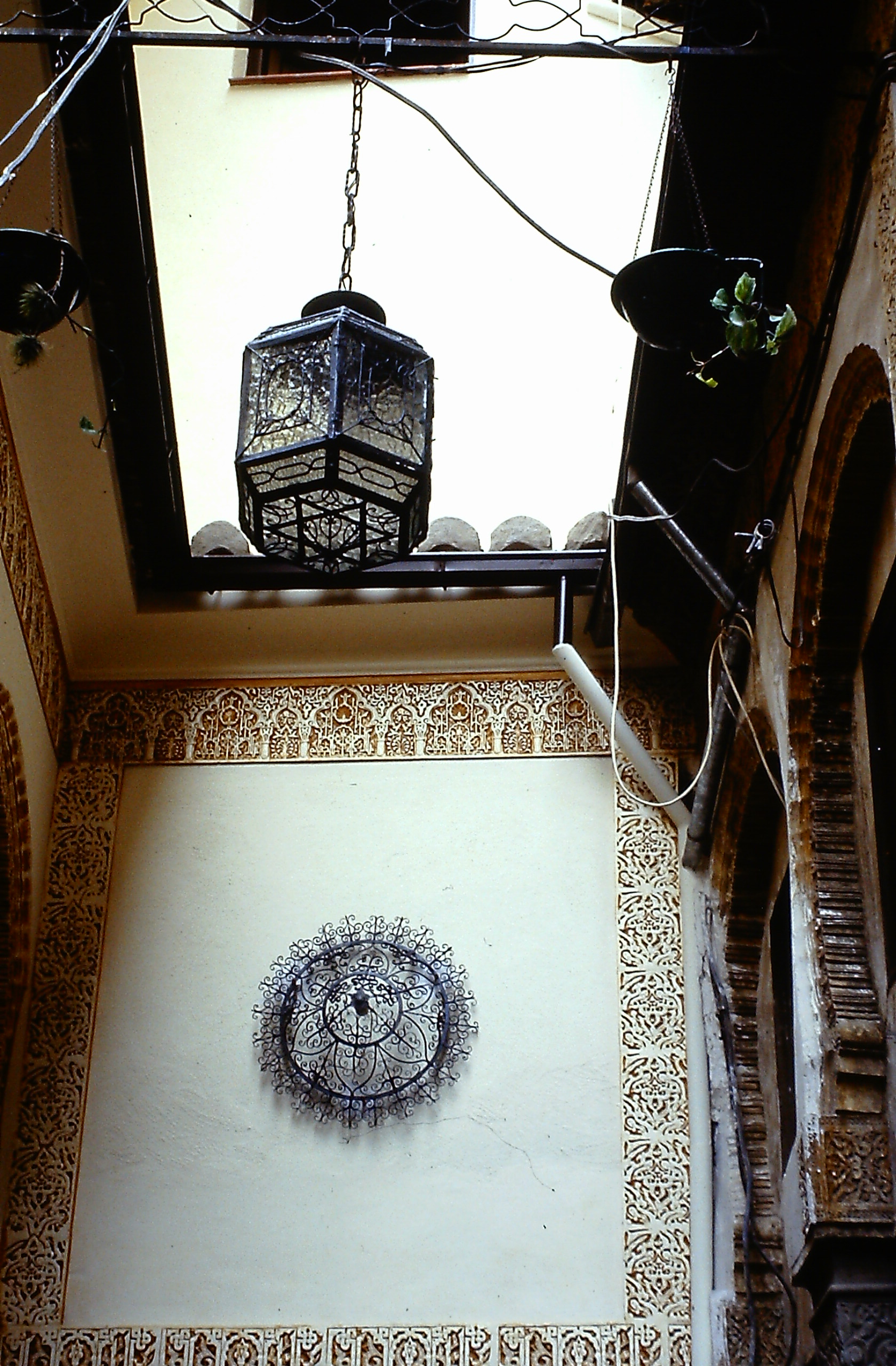
Détail du souk de la Alcaicería.

### Le Sacro-monte
Vieille ville gitane de Grenade, c'est le quartier de grottes (cuevas del Sacromonte) qui se trouve au-delà de la muraille de Don Gonzalo, la dernière bâtie avant la reconquête des Rois catholiques au XVe siècle. Le début de la construction de ces grottes est inconnu. Bien qu'on le situe au XVIe par l'expulsion des juifs et des musulmans, certaines théories assurent qu'il s'agit d'une zone habitée depuis les temps romains. Les gitans, peut-être venus avec les troupes des Rois catholiques, s'y sont installés à partir de 1492. Le quartier fut toujours une zone limitrophe de la ville mais au-delà des murailles, du contrôle religieux chrétien et hors de tout passage sauf par l'ancienne voie romaine qui arrivait à Guadix. Ce fait a configuré la vie de cette vallée, nommée Valparaiso, autour de la fête gitane et la zambra, qui est le nom d'un genre de flamenco et aussi la dénomination des grottes qui offrent des spectacles de cette musique pendant toute l'année (au début pour les riches, de nos jours pour les suivants de cet art).
Le Sacromonte se situe sur l'extension de la colline de l'Albaycin, en remontant le cours du Darro. S'y trouvent de nombreuses cavernes creusées et aménagées dans la roche (sédimentaire et la terre rouge de Valparaiso), peintes en blanc et en bleu clair pour chasser les moustiques (comme au Maroc).
Les gitans, peuple chassé (et installé) de toutes les parties d'Europe, s'y sont installés depuis les temps médiévaux de l'Andalousie. Ils y organisent la Zambra Gitana, danse andalouse provenant du Moyen-Orient, et qui est devenue le flamenco. L'origine de ce peuple nomade s'étend, selon les théories, depuis l'Égypte (egiptien → giptien → gitan), et l'Inde par leur langue cale, qui garde une grande similitude avec l'ourdou.
L'environnement culturel propre à cette zone fait l'objet d'une protection, par l'intermédiaire du centro de interpretación del Sacromonte. Ce quartier conserve la structure originale, croisée par des sentiers ou vereas (transformation du nom espagnol vereda), celle du milieu verea de enmedio (dont les virages extérieurs sont de miradores ou places aux vues panoramiques, comme el mirador de la lomilla), la haute verea alta et la basse verea baja. Les grottes qui sont creusées dans cette terre à peine cristallisée, ont subi d'innombrables destructions, la plus importante dans les années 1945, ce qui mena à la vente des terrains et au renforcement intérieur de beaucoup d'entre elles par des voûtes et par des extensions, des grands murs, permettant ainsi l'apparition de balcons, de terrasses et de fenêtres...

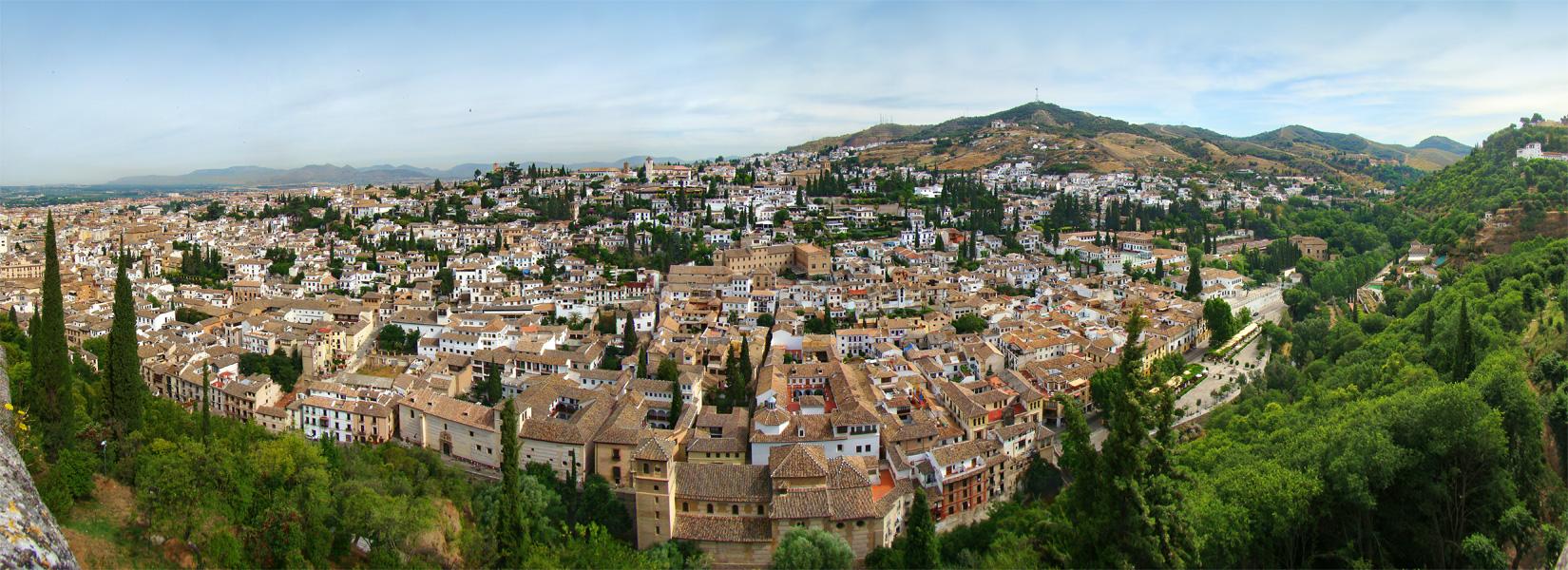
Vue panoramique de Grenade depuis l'Alhambra.

## Population et société

### Démographie
En 2016, la ville de Grenade comptait environ 237 800 habitants.

### Enseignement

#### Établissements scolaires
La ville compte environ 69 centres d'éducation secondaire obligatoire (Educación Secundaria Obligatoria, abrégé en ESO) ; beaucoup sont des établissements privés sous contrat. L'éducation des tout jeunes enfants, répartie entre l'educación infantil et l'école primaire, compte plus d'une centaine d'établissements à Grenade. Il existe également cinq centres d'éducation pour adultes (educación de adultos). Le Complexe hospitalier universitaire de Grenade (Complejo Hospitalario Universitario de Granada) comprend des salles de cours hospitalières.

#### Université de Grenade

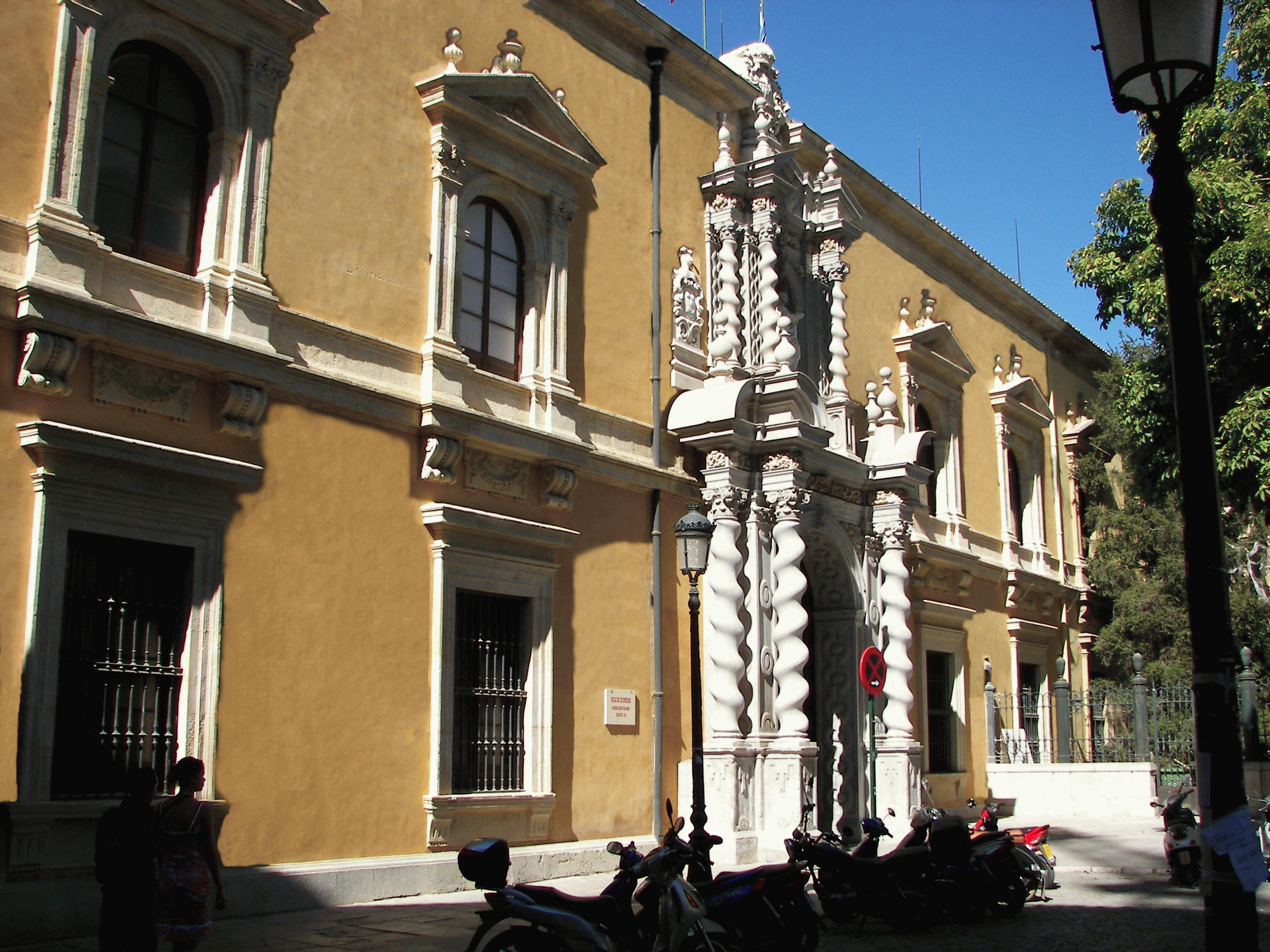
Façade de la faculté de droit de Grenade.

L’université de Grenade est une des plus anciennes universités d'Espagne. Fondée en 1531 par Charles Quint, elle reste l'une des principales du pays. Elle dispose de campus universitaires à Grenade ainsi que dans les deux enclaves de Ceuta et Melilla. Elle compte entre 60 000 et 70 000 étudiants répartis dans 107 départements, dont de nombreux étrangers soit dans le cadre de programmes d'échanges européens Erasmus ou Intereg, soit dans le cadre extra-européen.
L'université de Grenade participe activement au programme européen Erasmus, notamment en partenariat avec l'université de Bordeaux (voir ECTS). C'est l'université européenne qui rassemble le plus d'étudiants du programme Erasmus et étrangers (autres programmes d'échange) chaque année.

### Manifestations culturelles et festivités
Grenade accueille chaque année des fêtes religieuses héritées principalement du catholicisme ainsi que des événements culturels et artistiques.
Les Fêtes du printemps (Fiestas de Primavera) sont des fêtes catholiques particulièrement célébrées dans la région, qui comprennent la Semaine sainte et la Fête-Dieu. Elles donnent lieu à des processions dans les rues.
Le Festival international de musique et de danse de Grenade a lieu chaque année entre la fin du mois de juin et le début du mois de juillet. On y organise des soirées de flamenco dans les quartiers de l'Albaicín et du Sacromonte, mais aussi de musique classique et de musiques du monde ainsi que des ballets (parfois près des monuments et beaux endroits de la ville, notamment dans l'Alhambra).

### Santé

#### Réseau hospitalier

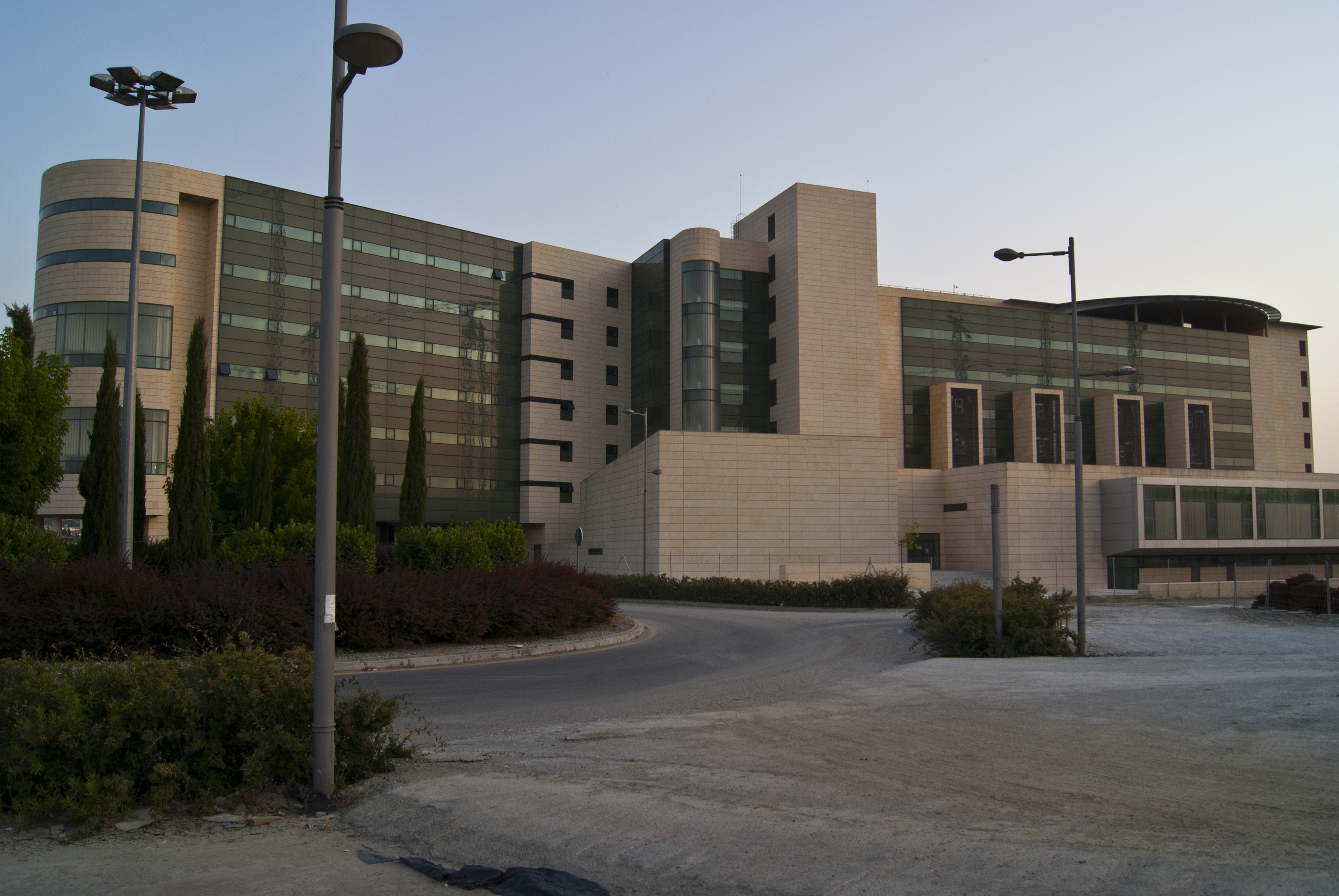
L'Hospital del Campus de la Salud, inauguré en 2016.

Le réseau hospitalier de Grenade est composé essentiellement d'hôpitaux publics gérés par le Service andalou de la santé (Servicio Andaluz de Salud, abrégé en SAS) ainsi que de quelques centres de moindre importance de statut privé.
L'Hospital del Campus de la Salud (ou Hospital del PTS), inauguré en juillet 2016, est le second plus grand d'Espagne.
L'Hospital de San Rafael, propriété de l'ordre des hospitaliers de Saint Jean de Dieu, se consacre essentiellement à la gériatrie et au traitement de la maladie d'Alzheimer. Son activité hospitalière se fait en concertation avec la Consejería de Salud de la Junta de Andalucía.
La Clínica Inmaculada est un hôpital privé appartenant à la compagnie médicale ASISA ; il a été créé en 1975. Il prend part à la formation des étudiants en médecine locaux par le biais d'un accord avec l'université de Grenade.
La Clínica Nuestra Señora de la Salud est un hôpital privé géré par la compagnie médicale Adeslas, elle-même géré par le groupe d'assurance VidaCaixa Grupo basé à Barcelone.

#### Soins de santé primaires
Les soins de santé primaires sont assurés par la collectivité au moyen de cinq centres de santé (Centro de salud, abrégés en CS).

### Sports

#### Clubs locaux
- Le CTM Cajagranada, club de tennis de table, champion d'Espagne à de nombreuses reprises ;
- le Grenade CF, club de football présent à la Liga.

#### Arrivées du Tour d'Espagne
- 2008 : Liquigas (classement par équipes) ;
- 2007 : Samuel Sánchez ;
- 2006 : Thomas Danielson ;
- 2005 : Denis Menchov (classement) ;
- 2004 : Santiago Pérez ;
- 1998 : Fabrizio Guidi.

### Médias

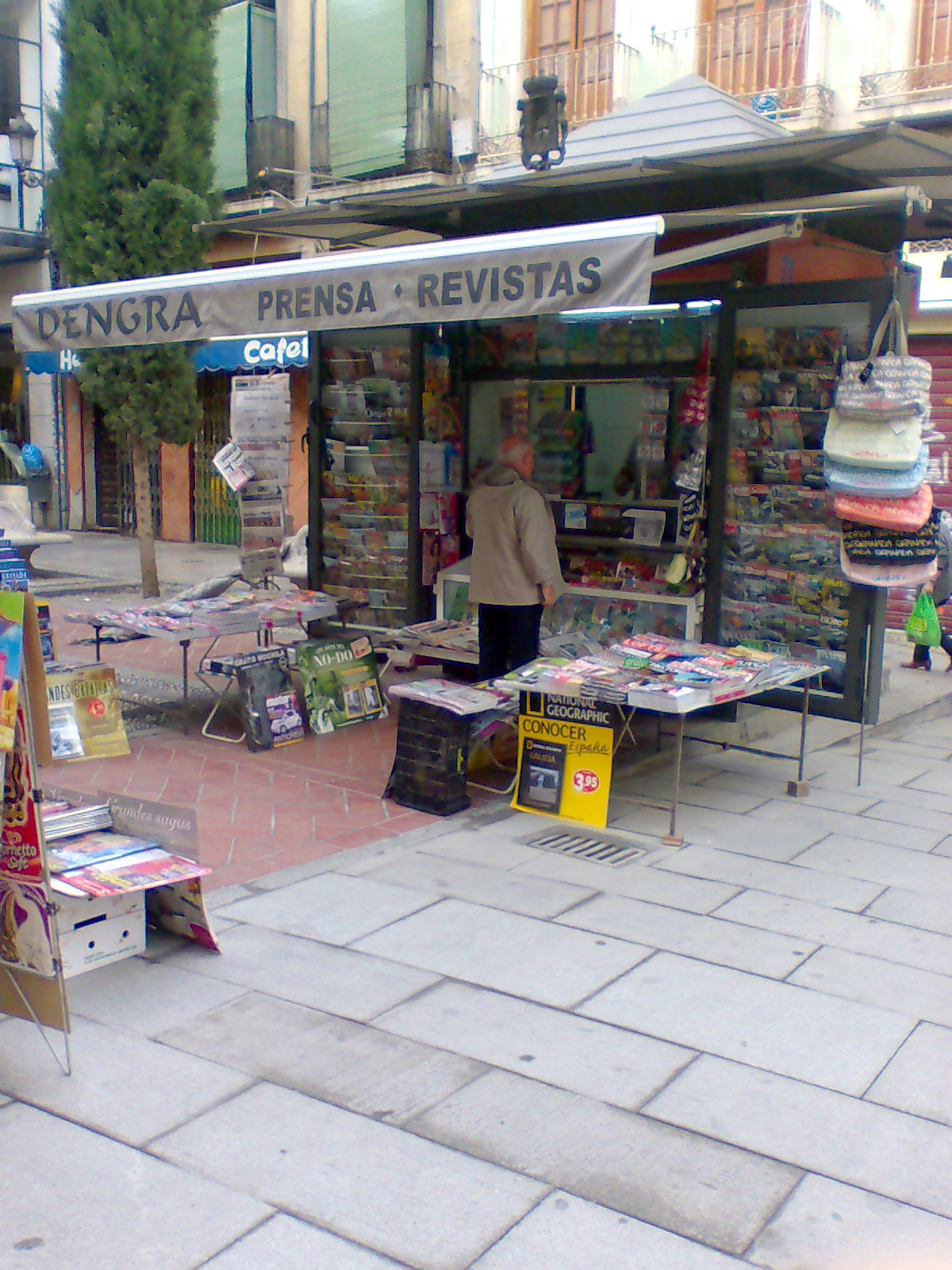
Kiosque de presse sur la place Bib-Rambla à Grenade en 2008.

#### Presse écrite
Les kiosques à journaux de Grenade vendent la presse internationale, nationale et régionale à grande diffusion, qui inclut parfois des rubriques consacrées à l'actualité locale. Plusieurs titres de presse existent en outre au niveau spécifiquement local. Le quotidien Ideal est le plus ancien à avoir été créé et diffusé à Grenade ; il appartient actuellement au groupe Vocento ; en 2010, il était diffusé à environ 31 000 exemplaires. Créé en 2003, le quotidien Granada Hoy appartient au groupe de communication andalou Grupo Joly (es). Il existe aussi une édition locale du quotidien gratuit 20 Minutes. Il existe aussi un périodique municipal public appelé Paso a paso.

#### Radio
La ville reçoit les radios nationales et régionales et dispose en outre d'émetteurs locaux qui émettent sur des temps d'antenne consacrés à l'actualité locale : Radio Granada (es) (créée en 1933, diffusée par Cadena SER), Canal Sur Radio, Cadena COPE, Onda Cero et la Radio Nacional de España. Il existe aussi des émissions musicales et sportives sur les radios espagnoles les plus importantes.

#### Télévision
Au tournant des années 2010, l'arrivée de la télévision numérique terrestre (TNT) a entraîné une multiplication des chaînes de télévision, aussi bien généralistes que thématiques, gratuites ou payantes, accessibles aux habitants de Grenade. Au niveau local, en 2010, on dénombrait : Granada Televisión, qui a commencé à émettre en 1999-2000, et la Televisión Municipal de Granada (TG7), émise par la municipalité depuis 2009, ainsi que d'autres chaînes liées à des organes de presse (La Opinión) ou à des entreprises locales.

### Personnalités liées à Grenade
- Lissan-Edine Ibn al-Khatib, écrivain, historien, philosophe et homme politique.
- Moïse ibn Ezra, rabbin, philosophe, poète et linguiste.
- Joseph ibn Nagrela, rabbin et homme d'État.
- Ibn al-Yayyab, poète de l'époque nasride.
- Ibn Zamrak, poète de l'époque nasride.
- Hassan al-Wazzan (dit Léon l'Africain), diplomate et explorateur.
- Hafsa bint al-Hayy al-Rakuniyya, poétesse du XIIe siècle.
- Abû Is-hâq Ash Shâtibî, théologien du XIVe siècle.
- Abou Ishaq es-Sahéli, architecte du XIVe siècle.
- Jean de Dieu (1495-1550), saint de l'Église catholique, fondateur de l'ordre hospitalier.
- Álvaro de Bazán (1526-1588), général.
- Francisco Suárez (1548-1617), philosophe et théologien.
- Alonso Cano (1601-1667), peintre, sculpteur et architecte.
- Pedro de Mena (1628-1688), sculpteur.
- Sebastián Gómez (vers 1646 - vers 1699), peintre.
- Francisco Martínez de la Rosa (1787-1862), homme politique et écrivain.
- Mariana Pineda (1804-1831), héroïne de la cause libérale.
- Eugénie de Montijo (1826-1920), impératrice des Français.
- Federico García Rodríguez (1859-1945), personnalité de la Vega de Granada et conseiller municipal de Grenade.
- Vicenta Lorca Romero (1870-1959), institutrice
- Mariano Fortuny y Madrazo (1871-1949), peintre, graveur et couturier.
- Federico García Lorca (1898-1936), poète.
- Francisco García Lorca, (1902-1976).
- Concepción García Lorca (1903-1962).
- Conchita Barrecheguren (1905-1927), bienheureuse catholique.
- Isabel García Lorca (1909-2002), universitaire et écrivaine.
- Lina Òdena (1911-1936), combattante de la guerre d'Espagne qui s'est suicidée à Grenade pour ne pas tomber aux mains des nationalistes.
- Laura de los Ríos Giner (1913-1981), universitaire.
- Teresa Pàmies (1919-2012), écrivaine décédée à Grenade.
- Vicenta Fernández-Montesinos (1930-2023), écrivaine, exilée dans son enfance aux États-Unis après la guerre d'Espagne.
- Antonina Rodrigo (1935-), écrivaine.
- Ana Orantes (1937-1997), personnalité symbolique des victimes de violence conjugale en Europe, assassinée par son mari.
- Enrique Morente (1942-2010), chanteur de flamenco.
- Miguel Rios (1944-), chanteur.
- Manuel Orantes (1949-), joueur de tennis.
- Laura García Lorca (1953-), dirigeante de la Huerta de San Vicente.
- Luis García Montero (1958-), poète espagnol.
- Pepa Merlo (1969-), universitaire et écrivaine espagnole.
- Joaquín Arcollas Cabezas, connu sous le pseudonyme de Magarza, né dans le quartier d'Albaicin, banderillero républicain espagnol assassiné à Viznar durant la guerre d'Espagne avec le poète Federico García Lorca, le professeur Dióscoro Galindo González et le torero Francisco Galadí Melgar[19] en août 1936.

## Économie

### Entreprises de Grenade
- Puleva

## Culture locale et patrimoine

### Monuments

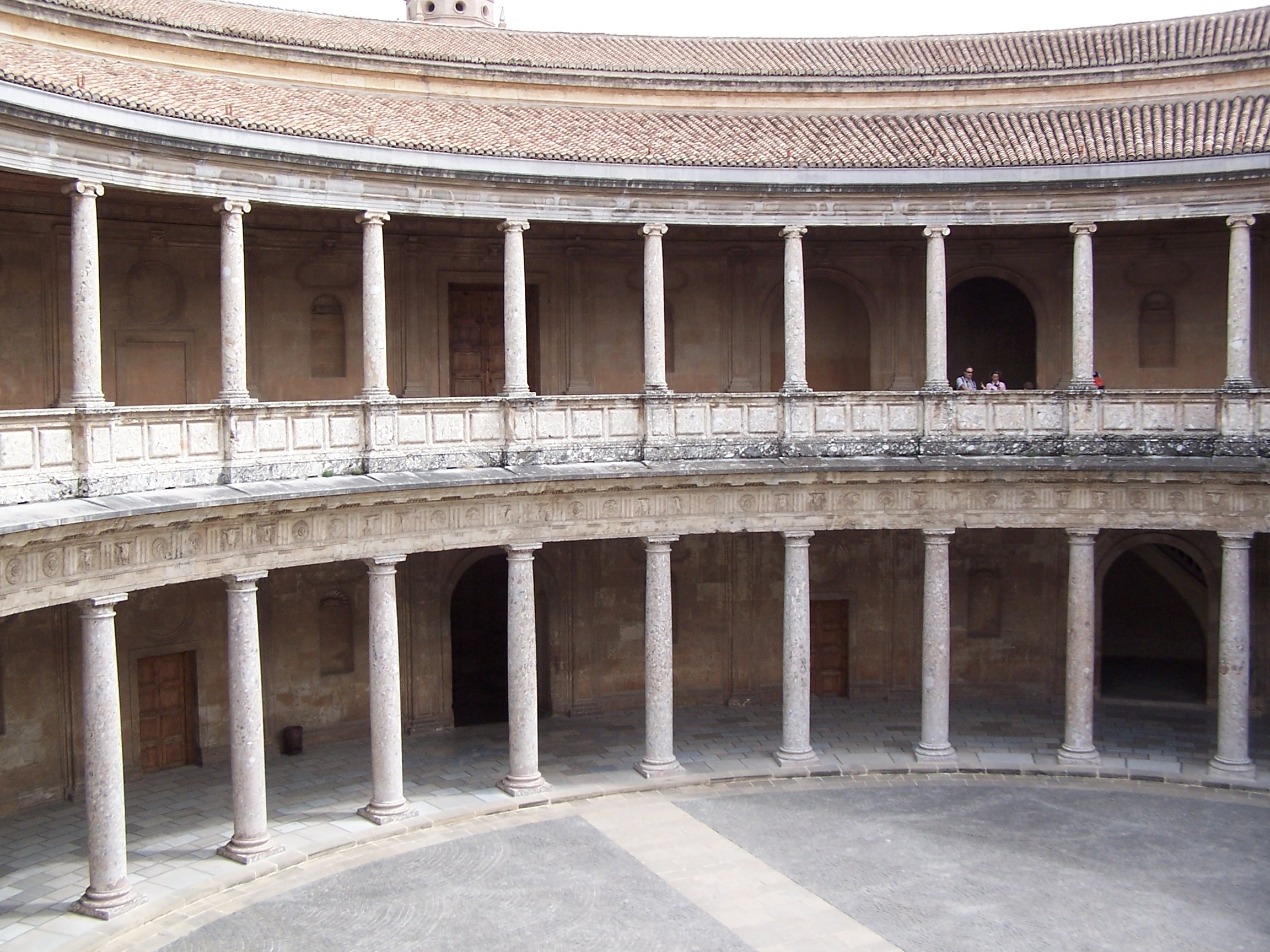
Palais de Charles Quint (Charles Ier d'Espagne).

- L'Alhambra est une citadelle composée de quatre parties bien distinctes: l'Alcazaba (Al Casbah, « la citadelle »), édifice purement militaire à l'origine du palais ; les palais Nasrides, construits sous la dynastie nasride, sous laquelle Grenade a été la plus florissante ; le Generalife et ses jardins ; et enfin le palais de Charles Quint ;
- le palais de Dar al-Horra, construit au XVe siècle par les Nasrides ;
- le Corral del Carbón, ancien caravansérail du XIVe siècle converti en auberge des charbonniers ultérieurement (d'où son nom qui se réfère au charbon) ;
- la Cathédrale de l'Incarnation, dont la construction fut initiée sous Charles Quint en style gothique en 1518, fut achevée par la suite en style Renaissance (1703). L'église du Sagrario, bâtie en 1704, lui est adossée ;
- l'hôpital royal, aujourd'hui rectorat de l'université de Grenade. C'est un des trois hôpitaux construits par les Rois catholiques dans la péninsule Ibérique. Il présente quatre cours ou patios, ses grandes galeries centrales servent de nos jours aux expositions thématiques de l'université de Grenade. Il possède une grande bibliothèque en bois en forme de croix, très utilisée par les étudiants et les chercheurs de la ville. Le bâtiment se trouve à l'entrée du quartier de la Cartuja et au côté supérieur de la place del Triunfo ;
- le palais de la Chancellerie de Grenade construit sous Charles Quint ;
- le monastère royal de San Jeronimo, dont la construction a débuté en 1528 par le même architecte que la cathédrale. C'était la femme de l'un des plus fameux capitaines de la reine Isabelle. Elle demanda en échange que l'église devienne un mausolée pour son mari et elle ;
- la chapelle royale commandée par Charles Quint pour y faire reposer ses ancêtres (la reine Isabelle II la Catholique et le roi Ferdinand). Elle s'appuie sur le flanc sud-est de la cathédrale ;
- El Bañuelo, anciens bains datant de la dynastie ziride, en bas des pentes de l'Albaicín. Essentiellement bâtie durant les Nasrides, la dernière dynastie régnante, Grenade ne conserve que peu de restes des gouvernants antérieurs, les Zirides, hormis ces thermes. Les Zirides sont la première population musulmane installée à Grenade ;
- l'ancienne chancellerie royale, bâtie en style Renaissance sous Charles Quint. Elle abrite aujourd'hui le Tribunal supérieur de justice d'Andalousie ;
- Le palais du marquis de Salar, il a été construit dans l'une des rues emblématique de Grenade, à savoir la Carrera del Darro. Au numéro 5 se trouve le palais du marquis de Salar, exemple architectural de la Grenade classique dans le pur style Renaissance du XVIe siècle. Les travaux ont été ordonnés par le marquis de Salar, arrière-petit-fils de Hernán Pérez del Pulgar (surnommé l'homme aux exploits) et de Gonzalo Fernández de Cordoue (Le Grand Capitaine), capitaine général des troupes de Castille et d'Aragon, qui achevèrent la Reconquête de la péninsule ibérique. Il abrite le Patio de los Perfumes, étendu sur 1 500 m2 et deux étages et pourvu d'un patio fleuri pour se relaxer parmi les effluves parfumés.
- le palais des comtes de la Jarosa, du XVIIIe siècle, qui abrite l'École internationale de diplômes postgrades de l'Université.

### Parcs et jardins
- Parc Carmen de los Martires ;
- parc de Fuente Nueva ;
- parc de Zaidin ;
- parc Federico García Lorca ;
- Jardin botanique de l'Université de Grenade.

### Musées

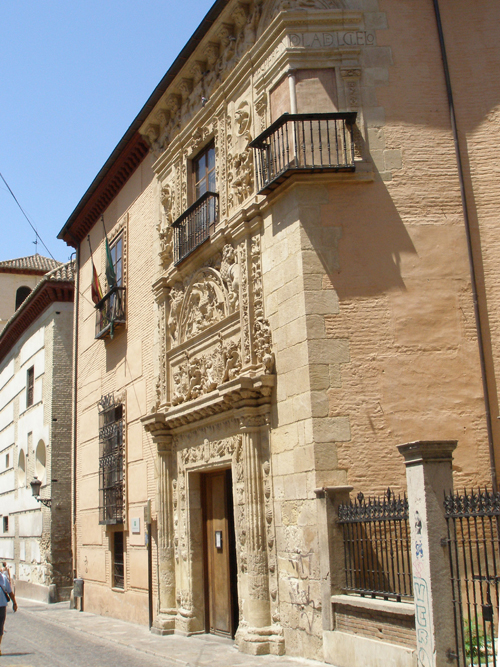
L'entrée du musée archéologique et ethnologique de Grenade.

Le musée archéologique et ethnologique de Grenade (Museo Arqueológico y Etnológico de Granada) se situe dans le palais Castril, Carrera del Darro 41. Il abrite des collections d'œuvres et d'objets préhistoriques, antiques et médiévaux retraçant l'histoire des cultures successives qui ont influencé la région.
Le musée des beaux-arts de Grenade (Museo de Bellas Artes de Granada), inauguré en 1839 dans l'ancien couvent dominicain de Santa Cruz la Real et transféré en 1958 dans le palais de Charles Quint dans l'Alhambra, constitue la pinacothèque provinciale la plus ancienne d'Espagne.
Le musée de l'Alhambra de Grenade (es), également abrité dans le palais de Charles Quint dans l'Alhambra, est consacré à l'art hispano-mauresque et abrite des œuvres, objets, livres et vestiges architecturaux allant du VIIIe siècle jusqu'à la fin de la période de l'art nasride. Il a été créé en 1940.
La maison-musée Manuel de Falla (casa-museo Manuel de Falla), située dans la rue Antequeruela Alta, dans les environs de l'Alhambra, est consacrée au compositeur de musique classique Manuel de Falla, l'un des compositeurs les plus connus d'Espagne, qui a résidé à Grenade de 1922 à 1939. Son ancienne maison, changée en musée, propose une reconstitution de son habitat d'époque et de nombreux objets personnels ainsi que des informations sur sa vie et son œuvre.
Dans le quartier de l'Albaicín se trouvent plusieurs musées. La casa de los Pisa abrite une collection d'objets d'art religieux. Le palacio de los Olvidados abrite quant à lui une collection privée d'archives et de mobilier consacrée à la communauté juive séfarade d'Espagne.
Le Museo-cuevas del Sacromonte (musée-grottes du Sacromonte), situé près du sommet de la colline du Sacromonte, est un éco-ethnomusée abordant les principaux aspects naturels et culturels du Sacromonte. Les aspects naturels comprennent l'histoire géologique de la colline, sa faune et sa flore, présentées notamment par le biais d'un jardin botanique. Le versant ethnologique du musée s'intéresse à l'habitat troglodytique dans la région depuis la Préhistoire jusqu'à nos jours et présente surtout en détail la culture des gitans, dont le Sacromonte est le quartier historique et qui ont longtemps habité dans les grottes du Sacromonte. Le mode de vie, les artisanats et les arts gitans sont présentés dans de petites grottes formant autant de salles. Le flamenco et son histoire font l'objet de plusieurs panneaux.
Le Museo de la Memoria de Andalucía de Caja Granada, qui fait partie du centre culturel de la Caja Granada, est consacré à l'Andalousie dans sa géographie, son histoire et sa culture.
Le parc des Sciences, situé avenida de la Ciencia, au sud-ouest de Grenade, est un parc scientifique consacré à la diffusion du savoir en matière de sciences naturelles et de sciences expérimentales, à l'attention des enfants et des adultes. Inauguré en 1995, le musée s'est agrandi en quatre étapes, jusqu'à constituer une superficie de 70 000 mètres carrés. Situé à quelques minutes à pied du centre historique de Grenade, il est le musée le plus visité d'Andalousie et constitue l'une des principales offres culturelles et touristiques de la région.
La Huerta de San Vicente, résidence d'été de la famille García Lorca, est devenue la maison-musée consacrée à Federico García Lorca. Ce centre culturel est ouvert grâce à un partenariat entre la mairie de Grenade et Isabel García Lorca.

### Bibliothèques
Grenade est le siège de la Biblioteca de Andalucía, la bibliothèque centrale du Système andalou de bibliothèques et de centres de documentation (Sistema Andaluz de Bibliotecas y Centros de Documentación) inauguré en 1990.
La ville abrite également le siège du Centre de documentation musicale d'Andalousie (Centro de Documentación Musical de Andalucía) créé en 1987.
La ville dispose aussi d'un réseau de bibliothèques publiques municipales, notamment dans le quartier de l'Albaicín (tout près du mirador san Nicolas).

### Théâtres, salles de spectacle, discothèques
La vie nocturne à Grenade se répartit dans toute la ville, mais on peut y distinguer quelques centres, comme le bas du quartier de l'Albaicín, autour de la plaza Nueva ; le quartier de l'université, fréquenté par les étudiants ; et le quartier du Realejo fréquenté par les trentenaires et au-delà, de la calle San Matias à la plaza del Realejo.
Les spectacles de flamenco se donnent dans toute la ville mais sont particulièrement nombreux et prisés dans le quartier du Sacromonte, sur le camino del Sacromonte qui serpente le long du flanc de la colline.

### Gastronomie
La gastronomie de Grenade est traditionnelle de la cuisine arabo-andalouse. La ville possède une multitude de bars, auberges, caves et restaurants, qui permettent de déguster les produits typiques, ou de pratiquer la coutume populaire du ir de tapas, qui consiste à aller de bar en bar pour consommer des tapas à l'heure de l'apéritif.
Les spécialités gastronomiques de la ville sont :
- les huevos moles, préparation à base d'œufs;
- le pionono, une pâtisserie.

## Grenade dans les arts
La ville de Grenade a régulièrement inspiré les artistes tant locaux qu'étrangers.

### Littérature
Au XIXe siècle, l'écrivain français François-René de Chateaubriand voyage à Grenade en 1807 et y écrit une nouvelle, Les Aventures du dernier Abencerage, qui relate les amours impossibles entre un prince maure et une princesse chrétienne ; la nouvelle paraît en 1821. Peu après, l'écrivain américain Washington Irving s'inspire des légendes de l'Espagne médiévale du temps d'Al-Andalus pour écrire ses Contes de l'Alhambra (Tales of the Alhambra), publiés en 1823. Le poète et romancier français Louis Aragon fait du siège de Grenade en 1492 par l'armée espagnole le théâtre principal de son livre le Fou d'Elsa (edition Poésie/Gallimard 1963).
Le poète espagnol Federico García Lorca s'inspire de l'Andalousie et du mode de vie gitan pour composer son Romancero gitano, paru en 1928. Il y consacre notamment de courts poèmes aux saints patrons de trois villes d'Andalousie (Grenade, Séville et Cordoue), dont saint Michel, patron de Grenade. Son cercle littéraire, le Rinconcillo, se tenait dans le célèbre café Alameda et accueillait l'élite culturelle granadine de l'époque : Melchor Fernández Almagro, José Fernández Montesinos, Constantino Ruiz Carnero, Emilia Llanos, Francisco Soriano, les peintres Hermenegildo Lanz, Manuel Ángeles Ortiz et Ismael de la Serna, ou encore le musicien Ángel Barrios. Depuis 2004, la ville décerne le Prix international de poésie Federico García Lorca en sa mémoire.

### Peinture
De nombreux peintres espagnols et étrangers ont représenté la ville sur des toiles, dessins ou estampes.

### Musique
Luys de Narvaez (vers 1500-1555), compositeur et vihueliste né à Grenade, auteur des premières variations publiées dans l'histoire de la musique.
La soirée dans Grenade ( Estampes, n°2), pour piano, de Claude Debussy.
Granada, pour piano, d'Isaac Albeniz, première pièce de la Suite espagnole n°1.
En el Generalife, première pièce des Nuits dans les jardins d'Espagne de Manuel de Falla (1915).
El camino de la Alhambra. Granada (dans Cuentos de España, op. 20, n°5), Generalife et Sacro Monte (dans Cinco danzas gitanas 1ère série, op. 55, n° 4 et 5), La Torre de la vela. Granada (dans Siluetas, op. 70, n°2), pièces pour piano de Joaquín Turina.
La gran perdida de Alhama, poème anonyme du 16è siècle mis en musique par Paco Ibáñez.
Balada del que nunca fue a Granada, poème de Rafael Alberti mis en musique par Paco Ibáñez.
La célèbre chanson Granada d'Agustín Lara a été inspirée par la ville de Grenade, que le compositeur n'a cependant jamais visitée.
Le groupe d'indie rock Supersubmarina a consacré une chanson à la ville : LN Granada, sur son album Electroviral paru en 2010. La chanson, populaire parmi les jeunes, s'est changée en un hymne officieux de la cité.